# Adalatti, Athni
Adalatti là một làng thuộc tehsil Athni, huyện Belgaum, bang Karnataka, Ấn Độ.